# ポップホリック
株式会社ポップホリック (POPHOLIC Inc.) は、日本の音楽マネジメント企業である。

## 概要
- MITギャザリングの音楽製作部が前身となっている。
- アニメ主題歌やキャラクターソングへの提供を中心に活動しており、『魔法先生ネギま!』シリーズや『ぱにぽにだっしゅ!』などの作品への提供で知られる。

## 所属クリエイター
- 大久保薫（おおくぼ かおる、作編曲、ピアノ、キーボード）
- 河合英嗣（かわい えいじ、作詞、作曲、編曲、ギター）
- 菊谷知樹（きくや ともき、作編曲、ギター）
- 山口朗彦（やまぐち あきひこ、作編曲）
- 松田彬人（まつだ あきと、旧虹音〈にじね、-2013年〉、作編曲）
- 佐藤五魚（さとう ごう、作編曲、ピアノ）
- 山崎寛子（やまさき ひろこ、作詞、作曲、編曲、ピアノ他）
- うらん（作詞）
- 濱田幹浩（はまだ　みきひろ、作編曲）
- 神谷礼（かみや　れい、作編曲、ギター）
- 坂詰美紗子（さかづめ　みさこ、作詞、作曲）
- 永井正道（ながい　まさみち、作詞、作曲、編曲、ベース）
- Motokiyo（もときよ、作詞、作曲、編曲、ベース）
- 唐澤千文（からさわ ちふみ、エンジニア）
- 新津智之（にいつ ともゆき、エンジニア）
- 鶴﨑輝一（つるさき こういち、作詞、作曲、編曲）